# G-Police
G-Police ist eine actionorientierte Flugsimulation und der erste Titel in der zweiteiligen G-Police-Serie. Es spielt in einer dystopischen Zukunft, in der die Metallressourcen der Erde zur Neige gegangen sind und die größte Macht in der Gesellschaft von Wirtschaftskonzernen ausgeht. Der Spieler übernimmt die Rolle des Polizisten und Jagdpiloten Jeff Slater, der in den Kolonien auf dem Jupitermond Kallisto für die Aufrechterhaltung der Ordnung gegen die illegalen Machenschaften von Großkonzernen kämpft. Das Spiel wurde vom britischen Spieleentwickler Psygnosis in dessen Studio in Stroud entwickelt und erschien ursprünglich am 5. November 1997 für Windows-PC und PlayStation. 2007 folgte eine Wiederveröffentlichung des Spiels als Download für PlayStation 3 und PlayStation Portable über das PlayStation Network. Ein direkter Nachfolger des Spiels erschien 1999 exklusiv für PlayStation unter dem Titel G-Police: Weapons of Justice.

## Handlung

### Hintergrund
2057 sind alle Erzvorräte der Erde erschöpft. Nach einem verheerenden zweijährigen Krieg zwischen den Erdstaaten um die verbliebenen Ressourcen, die diesen Notstand nur noch mehr verschlimmert haben, werden die Geschicke der Menschen seit Kriegsende im Jahr 2087 hauptsächlich von Firmenkonsortien bestimmt. Der nun vereinigten Erdregierung werden alle militärischen Befugnisse und Mittel entzogen. Um die Ordnung auf den Kolonialplaneten des Sonnensystems einigermaßen aufrechterhalten zu können, wird ihr 2089 lediglich die Einführung der namensgebenden G-Police (= „Governmental Police“, übersetzt: „Regierungspolizei“) gestattet, die jedoch als vielfach korrupt und den Wünschen der Konzernen untergeordnet beschrieben wird. Psygnosis bezeichnet das Szenario als „future-noir“, in Anlehnung an den Film Noir.

### Handlungsverlauf
Die Handlung spielt im Jahr 2097. Der Spieler übernimmt die Rolle des Kriegsveteranen und Kampfpiloten Jeff Slater, dessen Schwester Elaine Slater kurz zuvor verstorben ist. Während die offizielle Untersuchung von Selbstmord ausgeht, vermutet Jeff, dass seine Schwester ermordet wurde. Mit einer neuen Identität versehen, lässt er sich daher von der G-Police als Pilot anheuern und wird nach Kallisto versetzt, wo auch seine Schwester zum Zeitpunkt ihres Todes stationiert war. Dort will er den Gründen für ihren Tod nachgehen. Zwischen den Missionen wird die Handlung mit computergenerierten FMV-Sequenzen vorangetrieben.

## Spielprinzip
G-Police ist eine actionlastige, missionsbasierte Flugsimulation, in der der Spieler als Kampfpilot einen sogenannten DASA-Kamov Havoc steuert. Im späteren Verlauf kommt als zweites Modell eine Venom-Jagdmaschine hinzu. Für die Steuerung seines Gefährts stehen dem Spieler verschiedene Kameraperspektiven zur Verfügung, unter anderem eine Cockpit- und eine Verfolgerperspektive. In 35 Missionen mit mehreren Teilaufgaben muss der Spieler mit seinem Kampfhelikopter durch die futuristischen Stadtgebiete Kallistos patrouillieren, Objektkontrollen durchführen und Geleitschutz oder Luftunterstützung für Bodeneinheiten geben. Der Helikopter ist bewaffnet mit einem MG-Bordgeschütz und, je nach Mission, mit verschiedenen Raketen- und Bombentypen oder EMP-Waffen.

## Entwicklung
G-Police benötigte für seine 3D-Darstellungen auf dem PC keine 3D-Beschleunigerkarte, zählte jedoch zu den ersten PC-Titeln, die Grafikkarten mit AGP-Schnittstelle unterstützten. Wegen hoher Polygonzahlen in Verbindung mit dem geringen Arbeitsspeicher der PlayStation ist die Weitsicht deutlich eingeschränkt, weshalb Objekte erst sehr spät sichtbar werden. Jeff Slater wird in der deutschen Sprachausgabe von Wolfgang Pampel, dem Synchronsprecher Harrison Fords, und Commander Horton von Clint Eastwoods langjährigem Standardsprecher Klaus Kindler vertont.
G-Police wurde zeitnah zu Psygnosis' ebenfalls futuristischer Weltraum-Flugsimulation Colony Wars und dem Rennspiel F1 Championship Edition veröffentlicht und in der Öffentlichkeit beworben. Das Werbebudget in den USA betrug 2,5 Millionen US-Dollar, bei ähnlich hohem finanziellen Aufwand für die restlichen Absatzmärkte in Europa und Asien. Zu den Werbemaßnahmen zählte unter anderem ein TV-Spot, der in Zusammenarbeit mit Animationskünstler Peter Chung (Æon Flux) entstand und lokalisiert auch im deutschen Fernsehen ausgestrahlt wurde. Daneben gab es Cross-Promotionsabkommen mit dem Modelabel Diesel und dem Uhrenhersteller Casio. Diesel-Logos wurden in das Spiel eingebunden und in Zusammenarbeit mit dem Modelabel eine Kollektion entworfen, die Vorlage für die Kleidung der Spielfiguren wurde und zum Verkaufsstart des Spiels über die Diesel-Flagshipstores erworben werden konnte.
Die gemeinsame Herkunft und Ähnlichkeiten des Spielprinzips von G-Police und Colony Wars führten sowohl bei Testberichten als auch in der Nachbetrachtung oft zum Vergleich und der Erwähnung im selben Kontext.
Das Spiel wurde am 22. November 2007 als Download über das PlayStation Network für die PlayStation 3 und die PlayStation Portable veröffentlicht.

## Rezeption
Die PlayStation-Fassung von G-Police erhielt von der internationalen Fachpresse zumeist gute Bewertungen (Gamerankings: 81,67 %). Die PC-Fassung erhielt international lediglich durchschnittliche Bewertungen (Gamerankings: 61,20 %), während die deutschsprachigen PC-Fachzeitschriften im Gegensatz dazu meist sehr gute Bewertungen vergaben.

„Action pur für High-End-Hardware.“

„[…] entpuppt sich schon in den ersten Missionen als enorm spannendes und abwechslungsreiches Actionspiel mit einer hervorragenden Hintergrundgeschichte.“

„Wer den SF-Thriller Outlands [sic] mit Sean Connery kennt, der weiß schon fast worum es hier geht.“

Das Szenario wurde mehrfach mit dem des Science-Fiction-Filmes Blade Runner verglichen. Handlung und Inszenierung wurden in der Fachpresse gelobt, mehrheitlich ebenso die Spezialeffekte und die Übersichtlichkeit des Radars. Kritisiert wurden in der PlayStation-Fassung vor allem die geringe Sichtweite und die geringe Abwechslung des Missionsdesigns.
Es wurden über zwei Millionen Kopien des Spiels verkauft. 1999 veröffentlichte Psygnosis exklusiv für die PlayStation einen direkten Nachfolger mit dem Titel G-Police: Weapons of Justice.